# Bennettitales
Bennettitales é uma ordem extinta de plantas com sementes que apareceram pela primeira vez no período Triássico e entraram em extinção na sua maioria no final do Cretáceo (existiram de 250 a 70 milhões de anos), embora alguns Bennettitales parecem ter sobrevivido até os tempos do Oligoceno na Tasmânia e leste da Austrália. Caracterizavam-se por troncos grossos e folhas pinadas compostas que tinha uma semelhança superficial com as cicas, diferindo principalmente no arranjo dos estômatos.

As Bennettitales são compostas por dois grupos: As Cycadeoidaceaes representadas pelas Cycadeoidea e Monanthesia que tinham troncos robustos e pinhas (cones que serviam como estruturas reprodutivas). E as Williamsoniaceae incluindo Williamsonia, Williamsoniella, Wielandella e Ischnophyton que tinham finos troncos ramificados com pinhas com monoesporângios e ou biesporângios. Bennettitales foram colocados entre os Antófitos durante algum tempo e considerados parentes próximos das plantas com flôres devido as suas estruturas reprodutivas parecidas com flôres (uma espiral de microesporângios que cercam um recipiente interior). No entanto, estudos morfológicos têm demonstrado que o hipotético clado dos Antófitos de ser polifilético e as Bennettitales mais estreitamente relacionadas com as cicas, ginkgo e coníferas do que as angiospermas. Evidência fóssil molecular, indica a possibilidade de que Bennettitales e angiospermas (juntamente com as Gigantopteridales ) formarem um clado, devido a presença de oleanano em fósseis destes grupos.

## Galeria

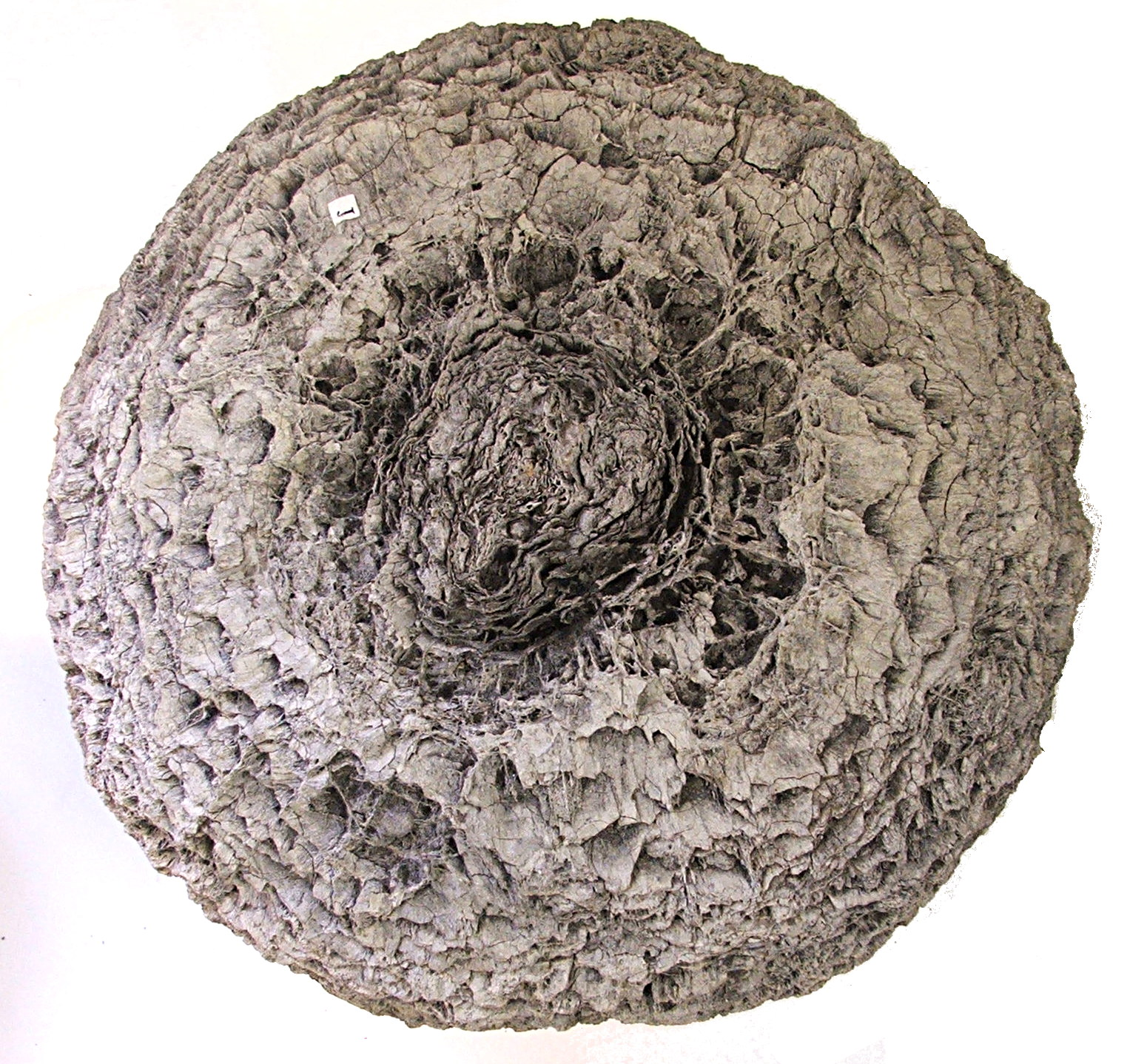
Uma Bennettitales fossilizados, esmagados pela compressão.
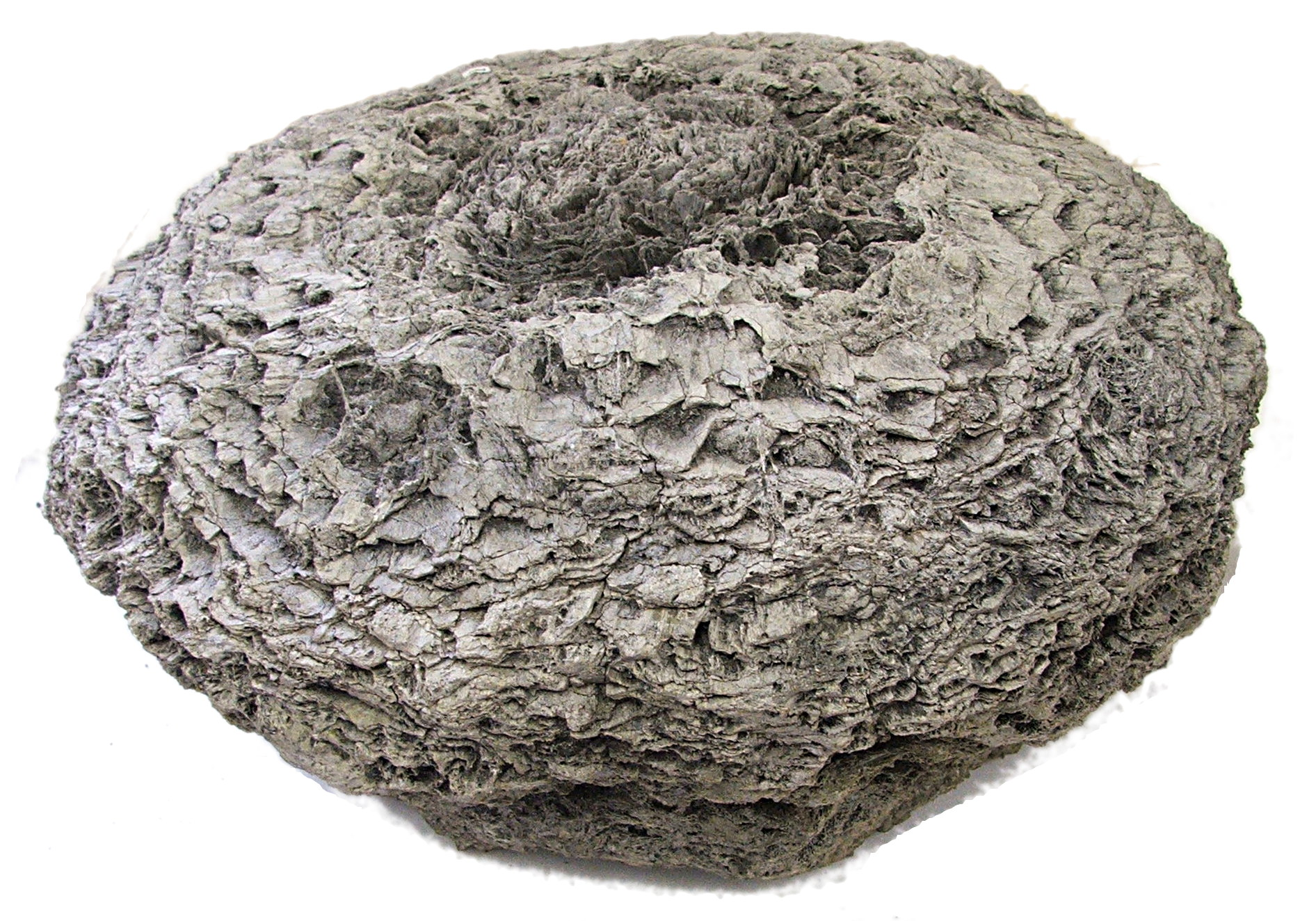
Vista lateral. Nota embutidos "flores".
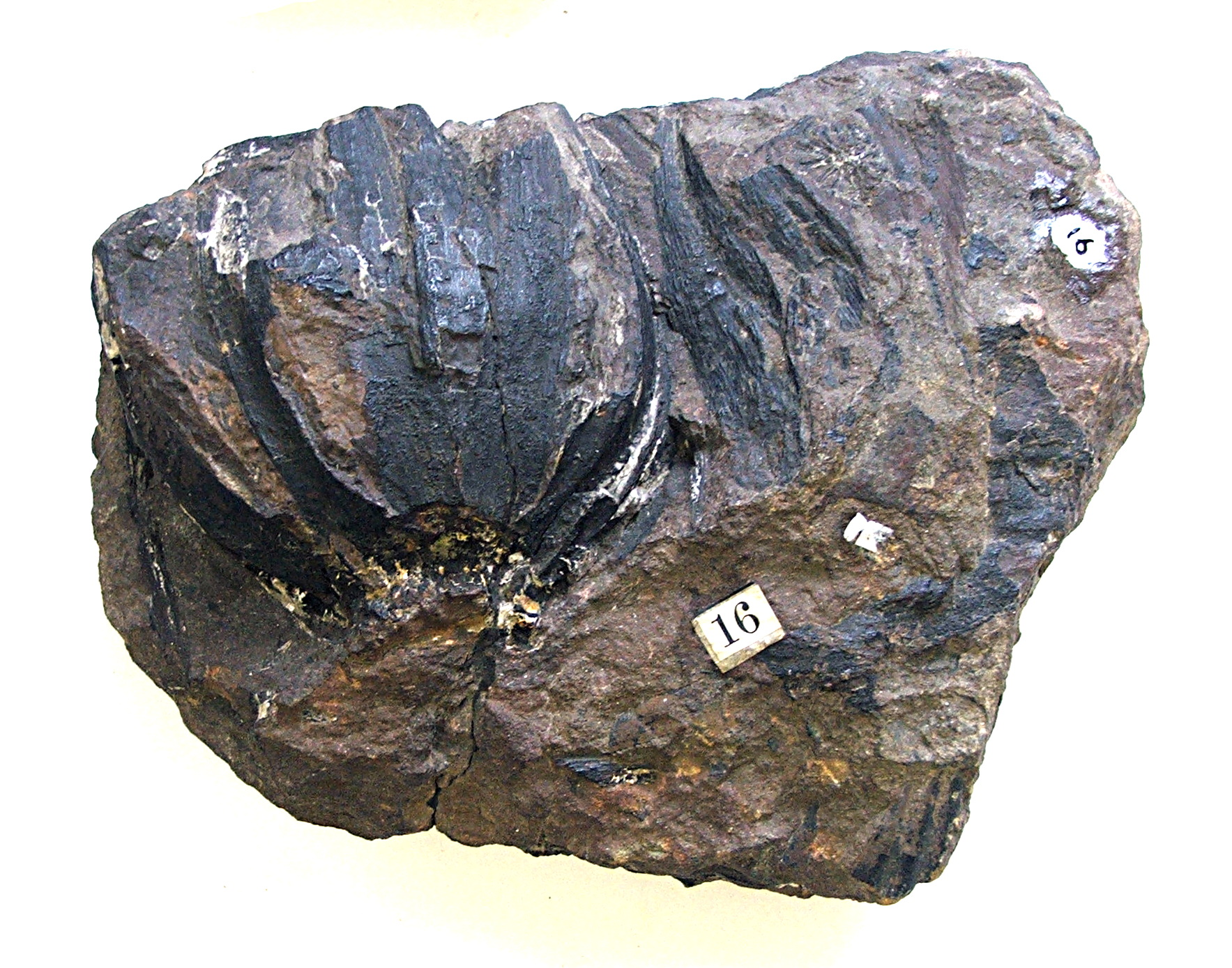
A estrutura de flor.
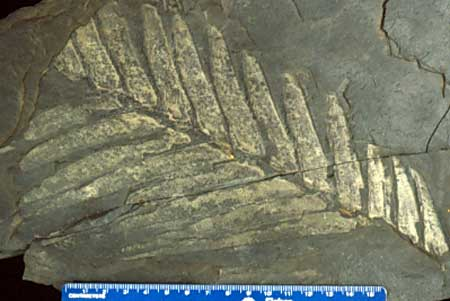
Folha fóssil de Zamites mariposana do Jurássico.